# Never an Easy Way
Never an Easy Way è un brano musicale del gruppo britannico Morcheeba, estratto nel 1996 come secondo singolo del loro primo album Who Can You Trust?.

## Tracce
1. Never an Easy Way - 5:31